# Gully (film)
Gully is een Amerikaanse dramafilm uit 2019, geregisseerd door Nabil Elderkin in zijn regiedebuut.

## Verhaal
Drie tieners wonen in Los Angeles. Ze zijn allemaal slachtoffers van extreme kinderjaren en niet gebonden aan maatschappelijke normen. Ze nemen ons mee op een razende rit van drugs en moord door de stad en veroorzaken in de loop van 48 uur een hedonistische rel.

## Rolverdeling
| Acteur              | Personage     |
| ------------------- | ------------- |
| Kelvin Harrison jr. | Jesse         |
| Jacob Latimore      | Calvin        |
| Charlie Plummer     | Nicky         |
| John Corbett        | Mr. Charlie   |
| Jonathan Majors     | Greg          |
| Zoe Renee           | Keisha        |
| Robin Givens        | Irma          |
| Amber Heard         | Joyce         |
| Terrence Howard     | Mr. Christmas |

## Release
De film ging in première op 27 april 2019 op het Tribeca Film Festival in New York. Gully werd op 4 juni 2021 uitgebracht in de Verenigde Staten.

## Ontvangst
De film ontving ongunstige recensies van critici. Op Rotten Tomatoes heeft Gully een waarde van 26% en een gemiddelde score van 4,50/10, gebaseerd op 27 recensies. Op Metacritic heeft de film een gemiddelde score van n.n.b./100, gebaseerd op 2 recensies.

## Prijzen en nominaties
| Jaar | Prijs                 | Categorie     | Genomineerde(n) | Uitslag     |
| ---- | --------------------- | ------------- | --------------- | ----------- |
| 2019 | Tribeca Film Festival | Beste verhaal | Nabil Elderkin  | Genomineerd |